# Florapark (Magdeburg)
Der Flora-Park Garten ist ein öffentlicher Park der Stadt Magdeburg. Bis zum Jahr 2004 trug der Park den Namen Bördegarten.

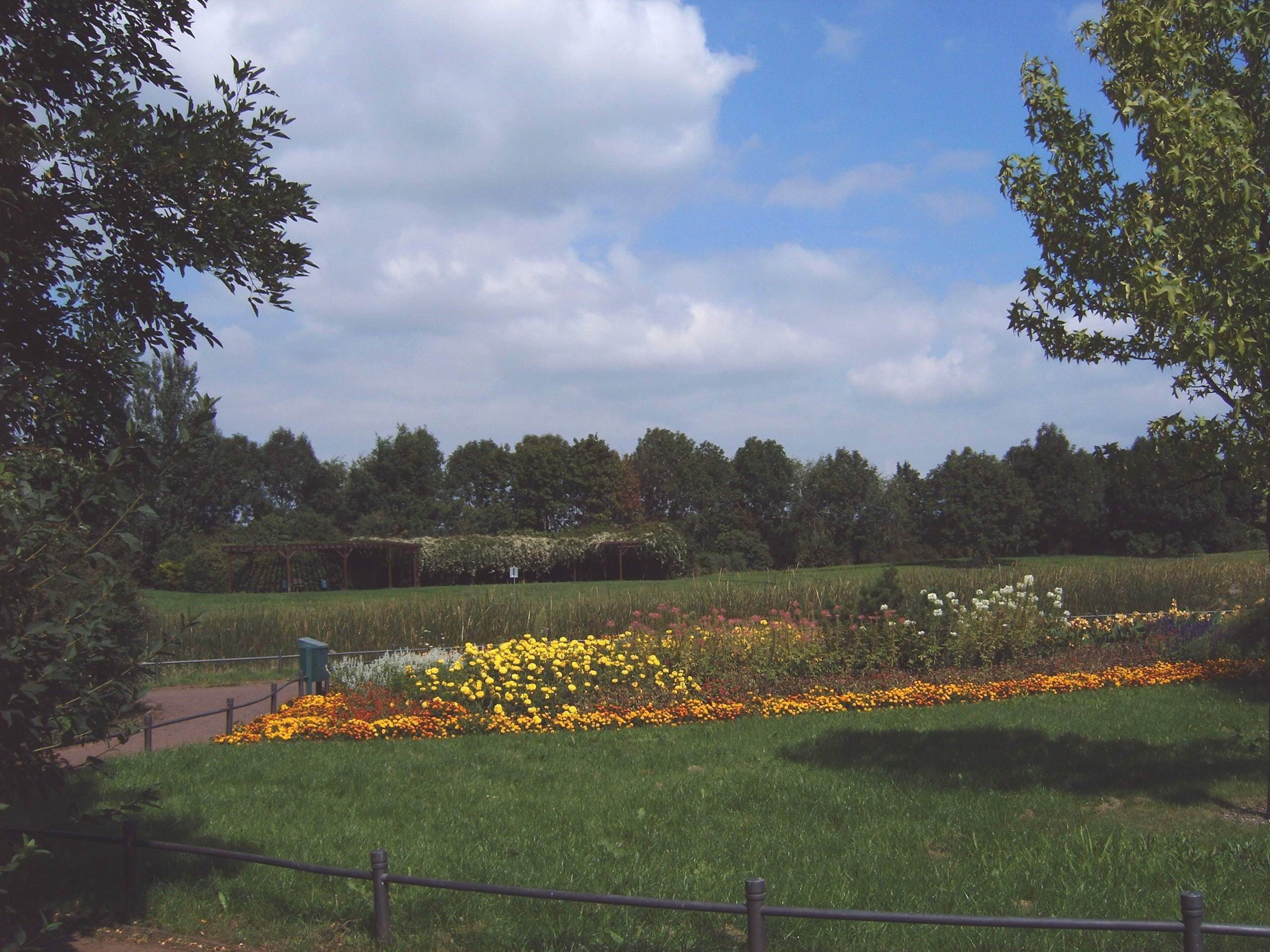
Florapark – westlicher Teil

Der Park liegt im nordwestlichen Teil der Stadt im Stadtteil Neustädter Feld und hat eine Größe von 42 Hektar (inklusive einer Kleingartenanlage).
Die Parkanlage entstand zwischen 1989 und 1994 gehört damit zu den jüngsten Anlagen der Stadt. Der Park wird durch den Holzweg in einen östlichen und einen westlichen Teil geteilt. Der Holzweg selbst ist zu beiden Seiten durch eine Doppelreihe von Zierkirschen gesäumt, die besonders auffällig während der Blüte im Frühjahr in Erscheinung treten.

Im westlichen Bereich befinden sich Teich-, Rosen-, Stauden und Bauerngarten, sowie ein kleiner Teich. Der östliche Teil der Parkanlage wird durch einen Hügel überragt und verfügt über einen großen Kinderspielplatz. 

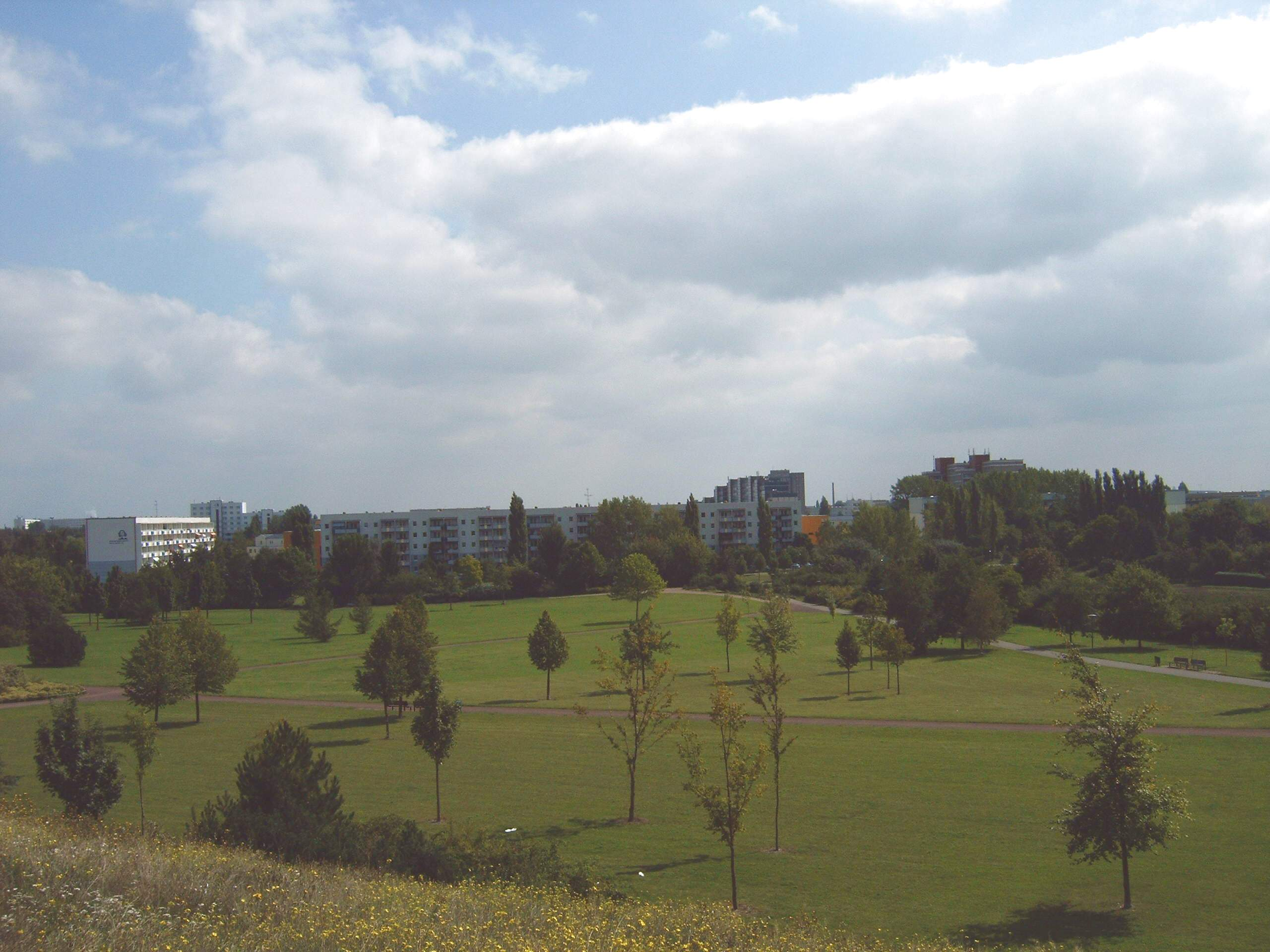
Blick vom Hügel zum Neustädter Feld

Bis 2004 trug der Park, in Anlehnung an die Magdeburger Börde, den Namen Bördegarten. Auf Wunsch des Betreibers des benachbarten Einkaufszentrums Florapark benannte der Stadtrat den Park dann in "Flora-Park Garten" um. Park und Einkaufszentrum heißen nun ähnlich (wobei sich diese zuweilen in der exakten Schreibweise unterscheiden). 

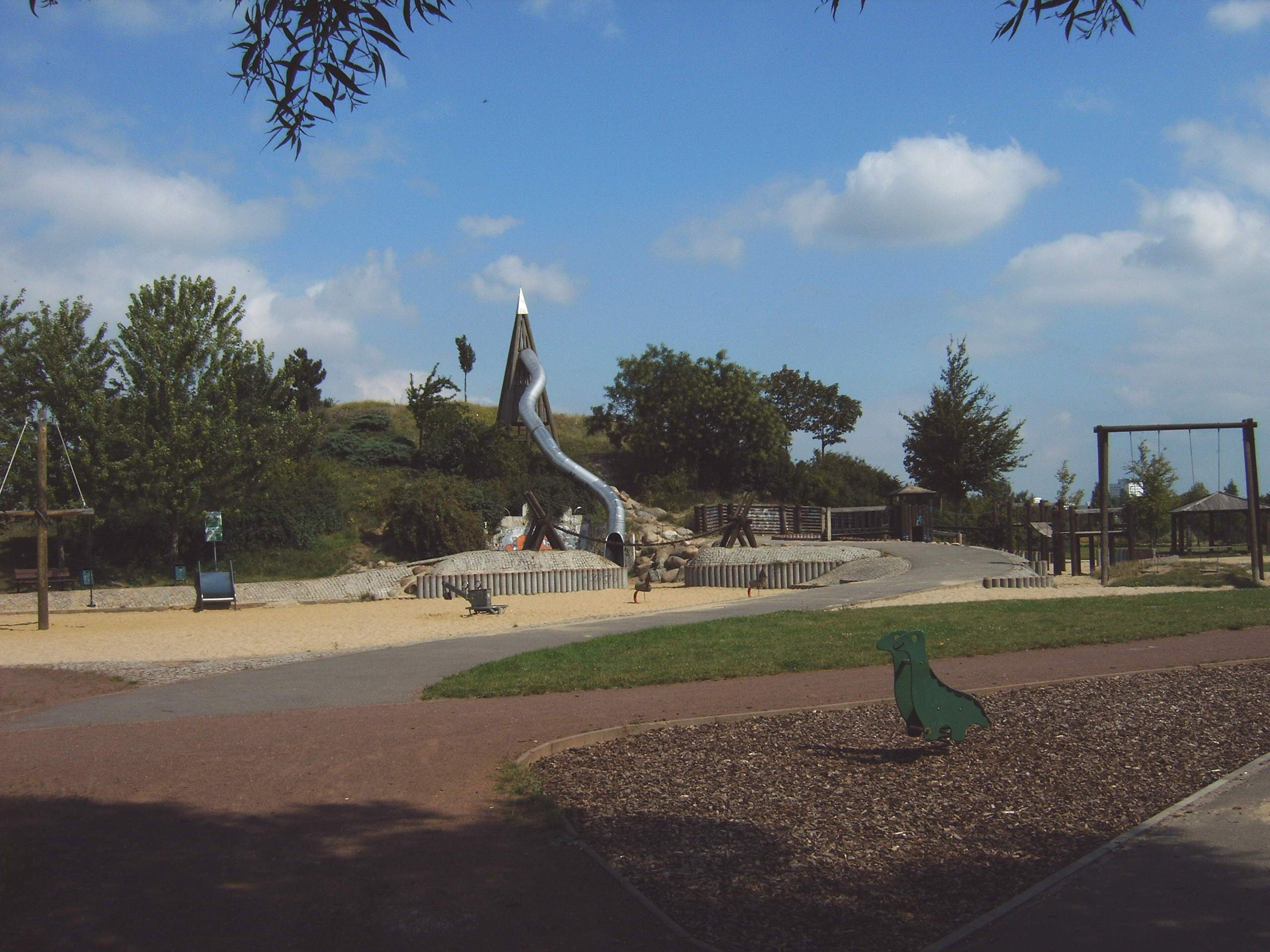
Spielplatz und Hügel im östlichen Teil

 Die Entscheidung des Stadtrats war im Hinblick auf die „Umbenennung auf Bestellung“ umstritten. Insbesondere die Ratsfraktionen Bündnis 90/Die Grünen und future! - die jugendpartei hatten sich gegen die Umbenennung ausgesprochen.
Der Name Flora-Park des Einkaufszentrums beruht auf der ursprünglich in dem Gebiet des Einkaufszentrums ansässigen Gärtnerei.
Koordinaten: 52° 9′ 24,7″ N, 11° 36′ 31,4″ O